# Holliday Grainger
Holliday Clark Grainger, también conocida como Holly Grainger (Didsbury, Mánchester, Inglaterra, 27 de marzo de 1988), es una actriz británica, popular por haber interpretado a Diana Rivers en la película Jane Eyre, a Suzanne Rousset en Bel-Ami, a Estella en Grandes esperanzas, a Lucrecia Borgia en la serie The Borgias y a Bonnie Parker en la miniserie Bonnie and Clyde.

## Biografía
Tiene ascendencia italiana por parte de uno de sus abuelos. 
Es hija de la diseñadora gráfica Gianetta Grainger; sus padres se divorciaron cuando Holly era pequeña.
En 2006 estudió en el Parrs Wood Technology College y en el The Madeley School Of Dance. En 2007 comenzó a asistir a la Universidad de Leeds, donde tomó una licenciatura en literatura inglesa; sin embargo, decidió continuar sus estudios en una universidad abierta debido a su agenda apretada.
Es buena amiga de las actrices Jessica Brown-Findlay, Vanessa Kirby y Lily James.

## Carrera
En 2002 interpretó a Lisa Bolton de grande en la película Sparkhouse. 
Un año después apareció en la película The Illustrated Mum, donde interpretó a Star Westward. 
En 2005 se unió al elenco de la película Magnificent 7, donde interpretó a Louise Jackson. 
En 2007 apareció en la película The Bad Mother's Handbook, donde interpretó a la joven Charlie Cooper. 
En 2009 interpretó a Meg en la serie Robin Hood, y se unió al elenco de la miniserie Demons, donde interpretó a Ruby.
En 2010 apareció en la película Stanley Park y en el cortometraje Colette. 
Ese mismo año apareció en dos episodios de la serie Any Human Target, donde interpretó a Tess Scabius. 
En mayo del mismo año, fue nombrada por la revista Nylon magazine's Young Hollywood Issue uno de los rostros del futuro. 
En 2011 se unió al elenco principal de la serie The Borgias, donde interpretó a Lucrezia Borgia hasta el final de la serie en 2013. 
Ese mismo año apareció en la película Jane Eyre, donde interpretó a Diane Rivers. 
En 2012 interpretó a Estella en la película Grandes esperanzas.
También apareció en la película Bel-Ami, donde interpretó a Suzanne Rousset. 
Ese mismo año también apareció en la película Ana Karerina, donde interpretó a la Baronesa. 
En 2013 apareció en la película de vampiros Hello Darkness; ese mismo año apareció en la miniserie Bonnie and Clyde, donde interpretó a Bonnie Parker.
En 2015 apareció en la película Cinderella, donde interpretó a Anastasia Tremaine.
Ese mismo año interpretó a Maria en la película Tulip Fever y se unió al elenco principal del drama Lady Chatterley's Lover, donde interpretó a Constance Chatterley.
También apareció en la película The Finest Hours. En febrero de 2016 se anunció que se había unido al elenco de la película My Cousin Rachel.
El 2 de noviembre del mismo año se anunció que se había unido al elenco principal de la serie Cormoran Strike, donde dará vida a Robin Venetia Ellacott.
En mayo de 2017, se anunció que se había unido al elenco de la serie Philip K. Dick's Electric Dreams, donde dio vida a Honor.

## Vida personal
En mayo de 2021 se hizo público que había tenido gemelos junto a su pareja, Harry Treadaway.

## Filmografía

### Películas
| Año  | Título                     | Personaje            | Notas                                                                                                |
| ---- | -------------------------- | -------------------- | --- |
| 2019 | Animals                    | Laura                | junto a Alia Shawkat, Amy Molloy, Elva Trill, Olwen Fouéré, Dermot Murphy, Fra Fee y Muiris Crowley  |
| 2018 | Halo of Stars              | Emm                  | junto a Lily Collins, Harry Treadaway, Lukas Haas, Stacy Martin, Pål Sverre Hagen y Jean-Marc Barr   |
| 2018 | Tell It to the Bees        | Lydia                | junto a Anna Paquin, Emun Elliott, Kate Dickie, Lauren Lyle y Rebecca Hanssen                        |
| 2017 | Home                       | Holly                | junto a Jack O'Connell, Tahliya Lowles y Zaki Ramadani                                               |
| 2017 | Tulip Fever                | Maria                | junto a Alicia Vikander, Cara Delevingne, Dane DeHaan, Christoph Waltz, Jack O'Connell y Judi Dench  |
| 2017 | My Cousin Rachel           | Louise Kendall       | junto a Sam Claflin, Iain Glen, Rachel Weisz, Andrew Knott y Poppy Lee Friar                         |
| 2016 | Home                       | Holly                | corto - junto a Jack O'Connell, Tahliya Lowles y Zaki Ramadani                                       |
| 2016 | The Finest Hours           | Miriam Webber        | junto a Chris Pine, Casey Affleck, Josh Stewart, Graham McTavish, Ben Foster y Kyle Gallner          |
| 2015 | Lady Chatterley's Lover    | Constance Chatterley | junto a Richard Madden, James Norton, Jodie Comer y Enzo Cilenti                                     |
| 2015 | Cinderella                 | Anastasia Tremaine   | junto a Sophie McShera, Lily James, Cate Blanchett, Derek Jacobi, Richard Madden y Stellan Skarsgård |
| 2014 | The Riot Club              | Lauren               | junto a Max Irons, Sam Claflin, Douglas Booth, Natalie Dormer, Freddie Fox y Sam Reid                |
| 2014 | Goblin?                    | -                    | corto - junto a David Oakes                                                                          |
| 2013 | Hello Darkness             | Lucy                 | junto a Allen Leech                                                                                  |
| 2012 | Grandes esperanzas         | Estella              | junto a Jeremy Irvine, Helena Bonham Carter y Ralph Fiennes                                          |
| 2012 | Ana Karerina               | Baronesa             | junto a Keira Knightley, Matthew Macfadyen, Michelle Dockery y Jude Law                              |
| 2012 | Bel-Ami                    | Suzanne Rousset      | junto a Robert Pattinson, Uma Thurman, Christina Ricci, Kristin Scott Thomas y Philip Glenister      |
| 2012 | Rachael                    | Samantha             | corto - junto a Shaun Dooley y Maxine Peake                                                          |
| 2011 | Jane Eyre                  | Diana Rivers         | junto a Jamie Bell, Mia Wasikowska y Tamzin Merchant                                                 |
| 2010 | Colette                    | Colette              | corto - junto a Luke Bailey y Katie Walter                                                           |
| 2010 | Stanley Park               | Debbie Robbinson     | junto a Sharon Horgan, Nick Blood, David Kennedy y Joe Cole                                          |
| 2009 | The Scouting Book for Boys | Emily                | junto a Steven Mackintosh, Thomas Turgoose y Susan Lynch                                             |
| 2009 | Awaydays                   | Molly                | junto a Oliver Lee, Nicky Bell y Liam Boyle                                                          |
| 2008 | Dis/Connected              | Jenny                | junto a Bradley James y Meryl Fernandes                                                              |
| 2007 | The Bad Mother's Handbook  | Charlie Cooper       | junto a Robert Pattinson, Oliver Lee, Catherine Tate y Anne Reid                                     |
| 2005 | Magnificent 7              | Louise Jackson       | junto a Helena Bonham Carter y Thomas Redford                                                        |
| 2003 | The Illustrated Mum        | Star Westward        | junto a Michelle Collins y Alice Connor                                                              |
| 2002 | Sparkhouse                 | Lisa Bolton          | junto a Alun Armstrong, Richard Armitage y Joe McFadden                                              |
| 1997 | The Missing Postman        | Harriet              | junto a Jim Carter, James Bolam y Larry Lamb                                                         |

### Series de televisión
| Año             | Título                            | Personaje                | Notas                             |
| --------------- | --------------------------------- | ------------------------ | --------------------------------- |
| 2017 - presente | Cormoran Strike                   | Robin Venetia Ellacott   | -                                 |
| 2018            | Patrick Melrose                   | Bridget Watson Scott     | miniserie                         |
| 2017            | Philip K. Dick's Electric Dreams  | Honor                    | episodio: "The Hood Maker"        |
| 2013            | Bonnie and Clyde                  | Bonnie Parker            | 2 episodios - miniserie           |
| 2011 - 2013     | The Borgias                       | Lucrezia Borgia          | 29 episodios                      |
| 2010            | Any Human Heart                   | Tess Scabius             | 2 episodios                       |
| 2010            | Five Daughters                    | Alice                    | 2 episodios                       |
| 2010            | Above Suspicion 2: The Red Dahlia | Sharon Bilkin            | 3 episodios                       |
| 2009            | Blue Murder                       | Jess Burgess             | episodio "Having It All"          |
| 2009            | Robin Hood                        | Meg                      | episodio "A Dangerous Deal"       |
| 2009            | Demons                            | Ruby                     | 6 episodios                       |
| 2009            | Merlin                            | Sophia                   | episodio "The Gates of Avalon"    |
| 2008            | Waking the Dead                   | Nicola Bennet            | 2 episodios                       |
| 2008            | Fairy Tales                       | Leeza Gruff              | miniserie - episodio "Billy Goat" |
| 2008            | The Royal Today                   | Abigail                  | episodio # 1.3                    |
| 2008            | M.I.High                          | -                        | episodio "It's a Kind of Magic"   |
| 2007            | Waterloo Road                     | Stacey Appleyard         | 4 episodios                       |
| 2006            | New Street Law                    | Katie Lewis              | episodio # 1.1                    |
| 2006            | Johnny and the Bomb               | Rose Bushell             | tv serie                          |
| 2001, 2005      | Doctors                           | Holly Leavis/Nita Harmer | 2 episodios                       |
| 2003 - 2005     | Where the Heart Is                | Megan Boothe             | 18 episodios                      |
| 2005            | No Angels                         | Simone                   | episodio # 2.5                    |
| 2003            | The Royal                         | Carole Green             | episodio "Coffin Fit"             |
| 2001            | Dalziel and Pascoe                | Nichola Crowley          | episodio "Walls of Silence"       |
| 2000            | Casualty                          | Katie Stoppard           | episodio "Seize the Night"        |
| 2000            | Comin' Atcha!                     | Pauline                  | episodio "The Day Off"            |
| 2000            | Daddy Fox                         | Joven Maggie Richardson  | tv serie                          |
| 1996            | Roger and the Rottentrolls        | Princesa Kate            | tv serie                          |
| 1994            | All Quiet on the Preston Front    | Kirsty                   | 4 episodios                       |

### Radio
| Año  | Título           | Personaje | Notas        |
| ---- | ---------------- | --------- | ------------ |
| 2012 | Reed in the Wind | Grixenda  | episodio # 4 |

### Teatro
| Año  | Obra           | Personaje | Director (a)  | Teatro                   | Notas                                             |
| ---- | -------------- | --------- | ------------- | ------------------------ | ------------------------------------------------- |
| 2014 | Three Sisters  | Irina     | -             | Large Theatre            | junto a Olivia Hallinan, Emily Taaffe y Thom Tuck |
| 2013 | Disassociation | -         | Luke Bailey   | -                        | junto a Tachia Newall                             |
| 2009 | Dimetos        | Lydia     | Douglas Hodge | Donmar Warehouse Theatre | junto a Jonathan Pryce y Anne Reid                |
| 1998 | Chocky         | Polly     | -             | -                        | -                                                 |

## Premios y nominaciones
| Año  | Categoría                                                            | Premio                           | Serie/Película     | Resultado |
| ---- | -------------------------------------------------------------------- | -------------------------------- | ------------------ | --------- |
| 2014 | Best Actress in a Movie or Mini-Series                               | Critics' Choice Television Award | Bonnie and Clyde   | Nominada  |
| 2013 | Best Actress in a Miniseries or a Motion Picture Made for Television | Satellite Award                  | Bonnie and Clyde   | Nominada  |
| 2013 | Best Female Newcomer                                                 | Empire Award                     | Grandes esperanzas | Nominada  |
| 2011 | Outstanding Actress                                                  | Golden Nymph Award               | The Borgias        | Nominada  |